# Monstruo de Spiegelman

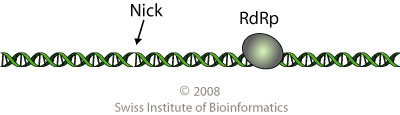
Ejemplo de una cadena de ARN unida a una ARN polimerasa dependiente de ARN (RdRP).

Monstruo de Spiegelman es el nombre que se le da a un experimento que generó una cadena de ARN de solo 218 nucleótidos que puede ser replicada por la enzima de replicación, ARN polimerasa dependiente de ARN (RdRP) y originada a partir del bacteriófago de ARN Qβ. Lleva el nombre de su creador, Sol Spiegelman, de la Universidad de Illinois en Urbana-Champaign, quien lo describió por primera vez en 1965.

## Descripción
Spiegelman introdujo ARN simple del bacteriófago Qβ (Qβ) en una solución que contenía la ARN polimerasa dependiente de ARN de Qβ, algunos nucleótidos libres y algunas sales. En este entorno, el ARN viral comenzó a replicarse. Después de un tiempo, Spiegelman tomó algo de ARN y lo trasladó a otro tubo con solución nueva. Este proceso se repitió.
Las cadenas de ARN más cortas pudieron replicarse más rápido, por lo que el ARN se hizo cada vez más corto a medida que la selección favorecía la velocidad. Durante el proceso los genes para la formación de la cápside y la codificación de proteínas se perdieron. Después de 74 generaciones, la hebra original con 4.500 bases de nucleótidos se redujo a un genoma enano de solo 218 bases. Esta secuencia corta de ARN se replicó muy rápidamente en estas circunstancias antinaturales. Un cambio en el entorno químico, como diferentes concentraciones de la ARN polimerasa dependiente de ARN, la adición de oligonucleótidos de ARN cortos o la presencia de una molécula química orgánica que puede interactuar con el ARN, provoca un cambio en las moléculas de ARN resultantes. Esto permite crear monstruos de Spiegelman que son químicamente dependientes de una molécula simple, por ejemplo, el intercalador de ARN naranja de acridina, sin cuya presencia no pueden multiplicarse.
M. Sumper y R. Luce del laboratorio de Manfred Eigen replicaron nuevamente el experimento, sin agregar ARN, solo bases de ARN y la ARN polimerasa dependiente de ARN del bacteriófago Qβ. Descubrieron que, en las condiciones adecuadas, la ARN polimerasa dependiente de ARN del bacteriófago Qβ puede generar espontáneamente ARN que evoluciona a una forma similar al monstruo de Spiegelman. Sin embargo, Chetverin y sus colegas demostraron más tarde que la generación de ARN "espontánea" se debía a la contaminación ambiental de ARN. Eigen se basó en el trabajo de Spiegelman y produjo un sistema similar degradado aún más a solo 48 o 54 nucleótidos, el mínimo requerido para la unión de la polimerasa, pero esta vez con una combinación de transcriptasa inversa del VIH-1 y la ARN polimerasa del bacteriófago T7.